# ニザーミーヤ学院
ニザーミーヤ学院（al-Madrasa al-Niẓāmiyya المدرسة النظامية）は、11世紀後半にセルジューク朝の宰相ニザームルムルクによって各地に建てられた学院（マドラサ）。単にニザーミーヤとも表記される場合もある。

## 概要
11世紀後半、セルジューク朝のスルタンであるマリク・シャーに仕えたニザームルムルクによって各地に設けられた。「ニザーミーヤ」の名称は、彼の名にちなんだものである。従来のマドラサは地域社会の有力者が創設するものであった。これに対して、ニザームルムルクは、自らの名を持つマドラサをニーシャープールに始まり、バグダード、イスファハーン、レイなどのセルジューク朝の支配する各主要都市にこのマドラサを創設させた。とりわけバグダードでは神学教授のガザーリーなどが活躍した。（ただし、のちにガザーリーは教職から離れスーフィーとなる。）その目的としては、有能な官吏養成が挙げられるほか、当時有力であったイスマーイール派（シーア派の一派）の布教活動への対抗も指摘されている。
ニザーミーヤ学院で教育された内容はシャーフィイー学派の法学とアシュアリー学派の神学が強調されていたようである。これは中央アジアなどで隆盛していたハナフィー学派との均衡政策などが影響していたという説もある。ガザーリー自身もシャーフィイー学派とアシュアリー学派、両方の学統に連なる人物である。その後セルジューク朝末期からホラズム・シャー朝時代に掛けてホラーサーン方面では王朝内外の政治的対立に加え、住民間で法学派同士による権力闘争が展開したようだが、ニーシャープールなどのニザーミーヤ学院ではその闘争の舞台のひとつとなった。
このニザーミーヤ学院で教授職をとったのは、上記ガザーリーをはじめイマームルハラマイン・ジュワイニーなど11世紀から13世紀にかけてアシュアリー学派、シャーフィイー学派を代表する大学者たちであった。